# Bjørn Dæhlie
Bjørn Erlend Dæhlie (ur. 19 czerwca 1967 w Elverum) – norweski biegacz narciarski, dwunastokrotny medalista olimpijski, siedemnastokrotny medalista mistrzostw świata, sześciokrotny zdobywca Pucharu Świata oraz osiemnastokrotny mistrz Norwegii. Jeden z najbardziej utytułowanych zawodników w historii sportu.

## Kariera
Urodził się w niewielkim mieście Elverum. Zarówno jego matka Bjørg, jak i ojciec Erling byli nauczycielami. Bjørn ma także siostrę imieniem Hilde. W wieku 14 lat zaczął na poważnie trenować narciarstwo klasyczne, chociaż początkowo była to kombinacja norweska. Za namową trenera od 16 roku życia przerzucił się na biegi narciarskie, trenując w klubie Bjerke IL. W 1987 roku wystąpił na mistrzostwach świata juniorów w Asiago, gdzie był czwarty na dystansie 30 km stylem dowolnym, a w biegu na 10 km techniką klasyczną zajął 24. miejsce.
W Pucharze Świata w biegach narciarskich zadebiutował w sezonie 1988/1989. Nie stanął ani razu na podium, ale w paru zawodach, w których wziął udział, zgromadził wystarczającą liczbę punktów, by zakończyć ten sezon na dobrej jak na debiutanta 14 pozycji. W każdym kolejnym sezonie zawsze co najmniej dwukrotnie wygrywał zawody PŚ. Swoje pierwsze miejsce na podium i zarazem pierwsze zwycięstwo w Pucharze Świata odniósł w amerykańskim Soldier Hollow, gdzie triumfował w biegu na 15 km techniką klasyczną. Łącznie wygrał 46 zawodów, a 81 razy stawał na podium. Do dziś żaden inny biegacz narciarski nie zbliżył się do tego osiągnięcia.
Najlepsze wyniki osiągnął w sezonach 1996/1997 i 1998/1999, kiedy triumfował w klasyfikacji generalnej i w klasyfikacji sprintu, a w klasyfikacji biegów długodystansowych był drugi. W klasyfikacji generalnej triumfował także w sezonach 1991/1992, 1992/1993, 1994/1995 i 1995/1996. Łącznie 6 razy zwyciężał w klasyfikacji generalnej. Żadnemu innemu biegaczowi nie udało się pobić, ani chociażby wyrównać tego osiągnięcia. Drugim najbardziej utytułowanym biegaczem pod tym względem jest Szwed Gunde Svan, który pięciokrotnie triumfował w PŚ. Dæhlie był także drugi w klasyfikacji generalnej w sezonach 1993/1994 i 1997/1998 oraz trzeci w sezonach 1989/1990 oraz 1990/1991. W sezonie był także drugi 1997/1998 w klasyfikacji sprintu i klasyfikacji długodystansowej.
Nie zdołał się zakwalifikować do kadry Norwegii na igrzyska w Calgary. Jego olimpijskim debiutem były więc igrzyska w Albertville, na których zdobył 4 medale. Pierwszym był srebrny medal w biegu na 30 km techniką klasyczną, w którym uległ jedynie swojemu rodakowi Vegardowi Ulvangowi. Kolejnymi były złote medale w biegu pościgowym 10+15 km, w biegu na 50 km techniką dowolną oraz w sztafecie 4 × 10 km. Sztafeta norweska startowała tam w składzie: Terje Langli, Vegard Ulvang, Kristen Skjeldal i Bjørn Dæhlie. Podobne wyniki uzyskał na Igrzyskach olimpijskich w Lillehammer, gdzie został mistrzem olimpijskim w biegu na 10 km techniką klasyczną oraz w biegu pościgowym 10+15 km. Ponadto zdobył także razem ze Sture Sivertsenem, Ulvangiem i Thomasem Alsgaardem srebrny medal w sztafecie. igrzyska olimpijskie w Nagano były ostatnimi w jego karierze. Zdobył tam kolejne trzy złote medale: w biegu na 10 km techniką klasyczną, 50 km techniką dowolną oraz, wspólnie z Sivertsenem, Erlingiem Jevne i Alsgaardem, w sztafecie 4 × 10 km. Na tych samych igrzyskach zdobył także srebrny medal w biegu pościgowym 10+15 km, przegrywając jedynie z Alsgaardem.
Oceniając dorobek olimpijski Norwega warto wziąć pod uwagę fakt, iż igrzyska w Albertville i Lillehammer odbyły się wyjątkowo po dwóch latach, a nie jak zazwyczaj ma to miejsce – po czterech. Międzynarodowemu Komitetowi Olimpijskiemu chodziło o to, żeby oddzielić zimowe igrzyska od letnich w ten sposób, aby nie odbywały się w tym samym roku co miało miejsce przed 1994 rokiem.
W 1989 r. zadebiutował na mistrzostwach świata biorąc udział w mistrzostwach w Lahti. Zajął tam 11. miejsce w biegu na 50 km techniką dowolną. Swój pierwszy medal zdobył na mistrzostwach świata w Val di Fiemme, gdzie zwyciężył w biegu na 15 km stylem dowolnym. Na tych mistrzostwach zdobył także drugi złoty medal zwyciężając razem z Øyvindem Skaanesem, Terje Langlim i Vegardem Ulvangiem w sztafecie 4 × 10 km. Dwa lata później, na mistrzostwach świata w Falun zwyciężył w biegu pościgowym 10+15 km oraz w biegu na 30 km stylem klasycznym, a sztafeta norweska z Bjørnem w składzie obroniła tytuł wywalczony w Val di Fiemme. Na tych samym mistrzostwach zajął także 3. miejsce w biegu na 50 km technika dowolną, wyprzedzili go jedynie pierwszy na mecie Szwed Torgny Mogren oraz Francuz Hervé Balland. Podczas mistrzostw świata w Thunder Bay Dæhlie zdobył jeden złoty medal, w sztafecie 4 × 10 km, razem z Sivertsenem, Jevne i Alsgaardem. Indywidualnie zdobył trzy srebrne medale: na 50 km techniką dowolną, gdzie uległ Włochowi Silvio Faunerowi oraz na 10 i 30 km techniką klasyczną, gdzie górą był jeden z jego największych rywali, reprezentant Kazachstanu Władimir Smirnow. Na mistrzostwach świata w Trondheim sztafeta norweska, w której ponownie startował Dæhlie, po raz czwarty z rzędu wywalczyła złoty medal. Indywidualnie został mistrzem świata w biegu pościgowym 10+15 km i biegu na 10 km techniką klasyczną. Zdobył także srebrny medal w biegu na 30 km stylem dowolnym, ulegając jedynie Aleksiejowi Prokurorowowi z Rosji, oraz brązowy medal na dystansie 50 km techniką klasyczną, bieg ten wygrał Fin Mika Myllylä. Na swoich ostatnich mistrzostwach rozgrywanych w Ramsau w 1999 r. indywidualnie zdobył tylko jeden medal, w biegu na 30 km techniką dowolną. Sztafeta norweska wywalczyła tym razem srebrny medal, przegrywając złoto z Austriakami na ostatniej zmianie o 0,2 s. W sztafecie wystąpili kolejno Espen Bjervig, Erling Jevne, Bjørn Dæhlie i Thomas Alsgaard.
Dæhlie jest także osiemnastokrotnym mistrzem Norwegii w biegach narciarskich.

## Emerytura
W 2001 r. zakończył karierę w wieku 33 lat. Powodem podjęcia takiej decyzji był wypadek jakiego Bjørn doznał w sierpniu 1999 r. podczas treningu na nartorolkach. Odniesiona kontuzja spowodowała, że nie mógł trenować tak intensywnie jak przed wypadkiem i musiał zrezygnować z marzeń o kolejnych medalach na mistrzostwach świata w Lahti oraz igrzyskach olimpijskich w Salt Lake City. 29 marca 2001 r. na konferencji prasowej ogłosił swoją decyzję.
Obecnie Bjørn mieszka w Nannestad, około 60 km na północ od Oslo, razem z żoną Vilde i dwoma synami: Sivertem (ur. 1994) i Sanderem (ur. 1997). W 1996 r. Dæhlie założył firmę Bjørn Dæhlie Technical Wear produkującą odzież sportową. W 2001 r. sprzedał firmę szwajcarskiej grupie ODLO, z którą podpisał umowę licencyjną. Współpracę ze szwajcarską grupą zakończył w 2007 r. Wrócił do Norwegii i założył nową firmę BJ Sports. Głównym rynkiem firmy jest Norwegia, chociaż marka dostępna jest także między innymi w Finlandii, Niemczech, Szwajcarii, Rosji i USA.
Inwestuje także w rynek nieruchomości. Inwestycje te przyniosły mu zysku rzędu 250 milionów koron norweskich. Ponadto Dæhlie występuje także w reklamach, był jednym z prowadzących program telewizyjny Gutta på tur, wspiera organizacje wspomagające osoby ze stwardnieniem rozsianym. Dæhlie pracował także typ wiązania do butów biegowych Salomon Nordic System Pilot Bindings.
Pomimo tego, że nigdy nie wygrał zawodów Holmenkollen ski festival w 1997 r. otrzymał medal Holmenkollen wraz ze swoim rodakiem, kombinatorem Bjarte Engenem Vikiem oraz włoską biegaczką narciarską Stefanią Belmondo.
W 2009 r. Dæhlie wystartował w amerykańskim maratonie narciarskim American Birkebeiner, znajdującego się w programie Worldloppet najdłuższego biegu narciarskiego w Północnej Ameryce. Bieg na 54 km stylem klasycznym z Cable do Hayward w stanie Wisconsin ukończył na drugim miejscu, przegrywając o 0,1 s.
W klasyfikacji ISK na najlepszych sportowców świata w 1998 r. zajął 9. miejsce. Z racji swoich sukcesów do dziś uważany jest przez wielu za najwybitniejszego sportowca zimowego w historii. Jego rekord medali olimpijskich w 2014 najpierw wyrównał, a następnie poprawił, inny Norweg – biathlonista Ole Einar Bjørndalen.

## Osiągnięcia

### Igrzyska olimpijskie
| Miejsce | Dzień     | Rok  | Miejscowość | Konkurencja             | Czas biegu | Strata  | Zwycięzca        |
| ------- | --------- | ---- | ----------- | ----------------------- | ---------- | ------- | ---------------- |
| 2.      | 10 lutego | 1992 | Albertville | 30 km stylem klasycznym | 1:22:27,8  | +46,2   | Vegard Ulvang    |
| 4.      | 13 lutego | 1992 | Albertville | 10 km stylem klasycznym | 27:36,0    | +25,6   | Vegard Ulvang    |
| 1.      | 15 lutego | 1992 | Albertville | 10+15 km pościgowy      | 1:05:37,9  | –       | –                |
| 1.      | 18 lutego | 1992 | Albertville | Sztafeta 4 × 10 km      | 1:39:26,0  | –       | –                |
| 1.      | 22 lutego | 1992 | Albertville | 50 km stylem dowolnym   | 2:03:41,5  | –       | –                |
| 2.      | 14 lutego | 1994 | Lillehammer | 30 km stylem dowolnym   | 1:12:26,4  | +47,2   | Thomas Alsgaard  |
| 1.      | 17 lutego | 1994 | Lillehammer | 10 km stylem klasycznym | 24:20,1    | –       | –                |
| 1.      | 19 lutego | 1994 | Lillehammer | 10+15 km pościgowy      | 1:00:08,8  | –       | –                |
| 2.      | 22 lutego | 1994 | Lillehammer | Sztafeta 4 × 10 km      | 1:41:15,0  | +0,4    | Włochy           |
| 4.      | 27 lutego | 1994 | Lillehammer | 50 km stylem klasycznym | 2:07:20,3  | +1:51,1 | Władimir Smirnow |
| 20.     | 9 lutego  | 1998 | Nagano      | 30 km stylem klasycznym | 1:33:55,8  | +6:22,7 | Mika Myllylä     |
| 1.      | 12 lutego | 1998 | Nagano      | 10 km stylem klasycznym | 27:24,5    | –       | –                |
| 2.      | 14 lutego | 1998 | Nagano      | 10+15 km pościgowy      | 1:07:01,7  | +1,1    | Thomas Alsgaard  |
| 1.      | 17 lutego | 1998 | Nagano      | Sztafeta 4 × 10 km      | 1:40:55,7  | –       | –                |
| 1.      | 22 lutego | 1998 | Nagano      | 50 km stylem dowolnym   | 2:05:08,2  | –       | –                |

### Mistrzostwa świata
| Miejsce | Dzień     | Rok  | Miejscowość   | Konkurencja             | Czas biegu | Strata  | Zwycięzca           |
| ------- | --------- | ---- | ------------- | ----------------------- | ---------- | ------- | ------------------- |
| 12.     | 26 lutego | 1989 | Lahti         | 50 km stylem dowolnym   | 2:15:24,9  | +5:38,6 | Gunde Svan          |
| 1.      | 9 lutego  | 1991 | Val di Fiemme | 15 km stylem dowolnym   | 36:57,2    | –       | –                   |
| 9.      | 11 lutego | 1991 | Val di Fiemme | 10 km stylem klasycznym | 25:55,0    | +28,1   | Terje Langli        |
| 1.      | 15 lutego | 1991 | Val di Fiemme | Sztafeta 4 × 10 km      | 1:39:47,3  | –       | –                   |
| 4.      | 17 lutego | 1991 | Val di Fiemme | 50 km stylem dowolnym   | 2:03:31,6  | +10,4   | Terje Langli        |
| 1.      | 20 lutego | 1993 | Falun         | 30 km stylem klasycznym | 1:17:33,6  | –       | –                   |
| 4.      | 22 lutego | 1993 | Falun         | 10 km stylem klasycznym | 24:51,6    | +8,7    | Sture Sivertsen     |
| 1.      | 24 lutego | 1993 | Falun         | 10+15 km pościgowy      | 1:01:45,0  | –       | –                   |
| 1.      | 26 lutego | 1993 | Falun         | Sztafeta 4 × 10 km      | 1:44:14,9  | –       |                     |
| 3.      | 28 lutego | 1993 | Falun         | 50 km stylem dowolnym   | 2:03:36,8  | +:33,5  | Torgny Mogren       |
| 2.      | 9 marca   | 1995 | Thunder Bay   | 30 km stylem klasycznym | 1:15:52,3  | +1:00,1 | Władimir Smirnow    |
| 2.      | 11 marca  | 1995 | Thunder Bay   | 10 km stylem klasycznym | 24:52,3    | +17,8   | Władimir Smirnow    |
| 5.      | 13 marca  | 1995 | Thunder Bay   | 10+15 km pościgowy      | 1:06:19,5  | +58,6   | Władimir Smirnow    |
| 1.      | 17 marca  | 1995 | Thunder Bay   | Sztafeta 4 × 10 km      | 1:34:27,1  | –       | –                   |
| 2.      | 19 marca  | 1995 | Thunder Bay   | 50 km stylem dowolnym   | 1:56:36,0  | +1:12,5 | Silvio Fauner       |
| 2.      | 21 lutego | 1997 | Trondheim     | 30 km stylem dowolnym   | 1:06:28,2  | +17,4   | Aleksiej Prokurorow |
| 1.      | 24 lutego | 1997 | Trondheim     | 10 km stylem klasycznym | 23:41,8    | –       | –                   |
| 1.      | 25 lutego | 1997 | Trondheim     | 10+15 km pościgowy      | 1:00:11,1  | –       | –                   |
| 1.      | 28 lutego | 1997 | Trondheim     | Sztafeta 4 × 10 km      | 1:37:06,1  | –       | –                   |
| 3.      | 2 marca   | 1997 | Trondheim     | 50 km stylem klasycznym | 2:16:37,5  | +1:58,5 | Mika Myllylä        |
| 3.      | 19 lutego | 1999 | Ramsau        | 30 km stylem dowolnym   | 1:15:26,2  | +42,5   | Mika Myllylä        |
| 5.      | 22 lutego | 1999 | Ramsau        | 10 km stylem klasycznym | 24:19,2    | +26,4   | Mika Myllylä        |
| 6.      | 23 lutego | 1999 | Ramsau        | 10+15 km pościgowy      | 1:05:54,9  | +24,5   | Thomas Alsgaard     |
| 2.      | 26 lutego | 1999 | Ramsau        | Sztafeta 4 × 10 km      | 1:35:07,5  | +0,2    | Austria             |

### Mistrzostwa świata juniorów
| Miejsce | Dzień    | Rok  | Miejscowość | Konkurencja             | Wynik     | Strata  | Zwycięzca           |
| ------- | -------- | ---- | ----------- | ----------------------- | --------- | ------- | ------------------- |
| 24.     | 4 lutego | 1987 | Asiago      | 10 km stylem klasycznym | 27:19,5   | +1:27,9 | Gierman Karaczewski |
| 4.      | 8 lutego | 1987 | Asiago      | 30 km stylem dowolnym   | 1:13:41,2 | +1:16,8 | Kalikan Nagombajew  |

### Puchar Świata

#### Miejsca w klasyfikacji generalnej
| Sezon     | Puchar Świata | Sprint    | Biegi dystansowe |
| --------- | ------------- | --------- | ---------------- |
| 1988/1989 | 14.miejsce    | –         | –                |
| 1989/1990 | 3.miejsce     | –         | –                |
| 1990/1991 | 3.miejsce     | –         | –                |
| 1991/1992 | 1.miejsce     | –         | –                |
| 1992/1993 | 1.miejsce     | –         | –                |
| 1993/1994 | 2.miejsce     | –         | –                |
| 1994/1995 | 1.miejsce     | –         | –                |
| 1995/1996 | 1.miejsce     | –         | –                |
| 1996/1997 | 1.miejsce     | 1.miejsce | 2.miejsce        |
| 1997/1998 | 2.miejsce     | 2.miejsce | 2.miejsce        |
| 1998/1999 | 1.miejsce     | 1.miejsce | 2.miejsce        |

#### Zwycięstwa w zawodach
| Nr  | Dzień        | Rok  | Miejscowość    | Konkurencja             | Czas biegu |
| --- | ------------ | ---- | -------------- | ----------------------- | ---------- |
| 1.  | 9 grudnia    | 1989 | Soldier Hollow | 15 km stylem klasycznym | ?          |
| 2.  | 17 lutego    | 1990 | Campra         | 15 km stylem dowolnym   | ?          |
| 3.  | 3 marca      | 1990 | Lahti          | 30 km łączony           | ?          |
| 4.  | 9 stycznia   | 1991 | Štrbské Pleso  | 30 km stylem dowolnym   | ?          |
| 5.  | 9 lutego     | 1991 | Val di Fiemme  | 15 km stylem dowolnym   | 36:57,2    |
| 6.  | 14 grudnia   | 1991 | Thunder Bay    | 30 km stylem dowolnym   | 1:29:04,1  |
| 7.  | 4 stycznia   | 1992 | Kawgołowo      | 30 km stylem klasycznym | 1:22:46,7  |
| 8.  | 11 stycznia  | 1992 | Cogne          | 15 km stylem dowolnym   | 41:18,5    |
| 9.  | 15 lutego    | 1992 | Albertville    | 10+15 km pościgowy      | 1:05:37,9  |
| 10. | 22 lutego    | 1992 | Albertville    | 50 km stylem dowolnym   | 2:03:41,5  |
| 11. | 28 lutego    | 1992 | Lahti          | 15 km stylem klasycznym | 38:13,1    |
| 12. | 13 grudnia   | 1992 | Ramsau         | 15 km stylem klasycznym | 1:07:54,5  |
| 13. | 3 stycznia   | 1993 | Kawgołowo      | 30 km stylem klasycznym | 1:24:39,4  |
| 14. | 20 lutego    | 1993 | Falun          | 30 km stylem klasycznym | 1:17:33,6  |
| 15. | 24 lutego    | 1993 | Falun          | 10+15 km pościgowy      | 1:01:45,0  |
| 16. | 19 marca     | 1993 | Štrbské Pleso  | 15 km stylem klasycznym | 41:35,0    |
| 17. | 18 grudnia   | 1993 | Davos          | 10+15 km pościgowy      | 36:28,8    |
| 18. | 17 lutego    | 1994 | Lillehammer    | 10 km stylem klasycznym | 24:20,1    |
| 19. | 19 lutego    | 1994 | Lillehammer    | 10+15 km pościgowy      | 1:00:08,8  |
| 20. | 27 listopada | 1994 | Kiruna         | 10 km stylem klasycznym | 27:30,1    |
| 21. | 17 grudnia   | 1994 | Sappada        | 15 km stylem dowolnym   | 34:55,5    |
| 22. | 8 stycznia   | 1995 | Östersund      | 30 km stylem dowolnym   | 1:13:32,3  |
| 23. | 4 lutego     | 1995 | Falun          | 30 km stylem klasycznym | 1:15:35,9  |
| 24. | 25 marca     | 1995 | Sapporo        | 15 km stylem dowolnym   | 34:57,7    |
| 25. | 29 listopada | 1995 | Gällivare      | 15 km stylem dowolnym   | 35:56,0    |
| 26. | 9 grudnia    | 1995 | Davos          | 30 km stylem klasycznym | 1:13:40,4  |
| 27. | 13 grudnia   | 1995 | Brusson        | 15 km stylem dowolnym   | 36:06,2    |
| 28. | 16 grudnia   | 1995 | Santa Caterina | 15 km stylem klasycznym | 1:01:25,2  |
| 29. | 16 grudnia   | 1995 | Santa Caterina | 10 km stylem klasycznym | 25:35,6    |
| 30. | 2 lutego     | 1996 | Seefeld        | 10 km stylem dowolnym   | 22:58,2    |
| 31. | 23 listopada | 1996 | Kiruna         | 10 km stylem dowolnym   | 26:15,1    |
| 32. | 14 grudnia   | 1996 | Brusson        | 15 km stylem dowolnym   | 35:49,5    |
| 33. | 18 grudnia   | 1996 | Oberstdorf     | 30 km stylem klasycznym | 1:20:13,3  |
| 34. | 24 lutego    | 1997 | Trondheim      | 10 km stylem klasycznym | 23:41,8    |
| 35. | 25 lutego    | 1997 | Trondheim      | 10+15 km pościgowy      | 1:00:11,1  |
| 36. | 8 marca      | 1997 | Falun          | 15 km stylem klasycznym | 35:45,5    |
| 37. | 11 marca     | 1997 | Sunne          | Sprint stylem dowolnym  | ?          |
| 38. | 22 listopada | 1997 | Beitostølen    | 10 km stylem klasycznym | 23:27,6    |
| 39. | 13 grudnia   | 1997 | Val di Fiemme  | 10 km stylem klasycznym | 25:08,8    |
| 40. | 14 grudnia   | 1997 | Val di Fiemme  | 15 km stylem dowolnym   | 1:00:53,3  |
| 41. | 20 grudnia   | 1997 | Davos          | 30 km stylem klasycznym | 1:19:20,3  |
| 42. | 12 grudnia   | 1998 | Dobbiaco       | 10 km stylem dowolnym   | 22:50,7    |
| 43. | 13 grudnia   | 1998 | Dobbiaco       | 15 km stylem klasycznym | 1:01:20,5  |
| 44. | 19 grudnia   | 1998 | Davos          | 30 km stylem klasycznym | 1:14:49,2  |
| 45. | 9 stycznia   | 1999 | Nové Město     | 15 km stylem klasycznym | 42:27,4    |
| 46. | 7 marca      | 1999 | Lahti          | 15 km stylem klasycznym | 38:48,7    |

#### Miejsca na podium
| Nr  | Dzień        | Rok  | Miejscowość    | Konkurencja             | Czas biegu | Pozycja | Strata  | Zwycięzca             |
| --- | ------------ | ---- | -------------- | ----------------------- | ---------- | ------- | ------- | --------------------- |
| 1.  | 9 grudnia    | 1989 | Soldier Hollow | 15 km stylem klasycznym | ?          | 1       | –       | –                     |
| 2.  | 16 grudnia   | 1989 | Calgary        | 15 km stylem dowolnym   | ?          | 2       | ?       | Christer Majbäck      |
| 3.  | 17 lutego    | 1990 | Campra         | 15 km stylem dowolnym   | ?          | 1       | –       | –                     |
| 4.  | 21 lutego    | 1990 | Val di Fiemme  | 30 km stylem klasycznym | ?          | 3       | ?       | Gunde Svan            |
| 5.  | 3 marca      | 1990 | Lahti          | 30 km łączony           | ?          | 1       | –       | –                     |
| 6.  | 5 stycznia   | 1991 | Mińsk          | 15 km stylem dowolnym   | ?          | 2       | ?       | Władimir Smirnow      |
| 7.  | 9 stycznia   | 1991 | Štrbské Pleso  | 30 km stylem dowolnym   | ?          | 1       | –       | –                     |
| 8.  | 9 lutego     | 1991 | Val di Fiemme  | 15 km stylem dowolnym   | 36:57,2    | 1       | –       | –                     |
| 9.  | 8 grudnia    | 1991 | Silver Star    | 10+15 km pościgowy      | 1:05:00,4  | 2       | +30,2   | Vegard Ulvang         |
| 10. | 14 grudnia   | 1991 | Thunder Bay    | 30 km stylem dowolnym   | 1:29:04,1  | 1       | –       | –                     |
| 11. | 4 stycznia   | 1992 | Kawgołowo      | 30 km stylem klasycznym | 1:22:46,7  | 1       | –       | –                     |
| 12. | 11 stycznia  | 1992 | Cogne          | 15 km stylem dowolnym   | 41:18,5    | 1       | –       | –                     |
| 13. | 10 lutego    | 1992 | Albertville    | 30 km stylem klasycznym | 1:22:27,8  | 2       | +46,2   | Vegard Ulvang         |
| 14. | 15 lutego    | 1992 | Albertville    | 10+15 km pościgowy      | 1:05:37,9  | 1       | –       | –                     |
| 15. | 22 lutego    | 1992 | Albertville    | 50 km stylem dowolnym   | 2:03:41,5  | 1       | –       | –                     |
| 16. | 28 lutego    | 1992 | Lahti          | 15 km stylem klasycznym | 38:13,1    | 1       | –       | –                     |
| 17. | 7 marca      | 1992 | Funäsdalen     | 30 km stylem dowolnym   | 1:10:03,3  | 2       | +15,3   | Torgny Mogren         |
| 18. | 13 grudnia   | 1992 | Ramsau         | 15 km stylem klasycznym | 1:07:54,5  | 1       | –       | –                     |
| 19. | 3 stycznia   | 1993 | Kawgołowo      | 30 km stylem klasycznym | 1:24:39,4  | 1       | –       | –                     |
| 20. | 9 marca      | 1993 | Ulrichen       | 15 km stylem klasycznym | 39:34,5    | 3       | +33,8   | Marco Albarello       |
| 21. | 16 stycznia  | 1993 | Bohinj         | 15 km stylem dowolnym   | 34:49,6    | 3       | +13,4   | Władimir Smirnow      |
| 22. | 20 lutego    | 1993 | Falun          | 30 km stylem klasycznym | 1:17:33,6  | 1       | –       | –                     |
| 23. | 24 lutego    | 1993 | Falun          | 10+15 km pościgowy      | 1:01:45,0  | 1       | –       | –                     |
| 24. | 28 lutego    | 1993 | Falun          | 50 km stylem dowolnym   | 2:03:36,8  | 3       | +1:33,5 | Torgny Mogren         |
| 25. | 19 marca     | 1993 | Štrbské Pleso  | 15 km stylem klasycznym | 41:35,0    | 1       | –       | –                     |
| 26. | 22 grudnia   | 1993 | Dobbiaco       | 15 km stylem dowolnym   | 59:04,9    | 3       | +28,3   | Władimir Smirnow      |
| 27. | 18 grudnia   | 1993 | Davos          | 10+15 km pościgowy      | 36:28,8    | 1       | –       | –                     |
| 28. | 9 stycznia   | 1994 | Kawgołowo      | 15 km stylem klasycznym | 41:54,4    | 2       | +33,8   | Władimir Smirnow      |
| 29. | 15 stycznia  | 1994 | Oslo           | 15 km stylem dowolnym   | 36:44,7    | 2       | +22,2   | Władimir Smirnow      |
| 30. | 14 lutego    | 1994 | Lillehammer    | 30 km stylem dowolnym   | 2:24:08,7  | 2       | +47,2   | Thomas Alsgaard       |
| 31. | 17 lutego    | 1994 | Lillehammer    | 10 km stylem klasycznym | 24:20,1    | 1       | –       | –                     |
| 32. | 19 lutego    | 1994 | Lillehammer    | 10+15 km pościgowy      | 1:00:08,8  | 1       | –       | –                     |
| 33. | 5 marca      | 1994 | Lahti          | 15 km stylem dowolnym   | 36:44,2    | 2       | +22,8   | Władimir Smirnow      |
| 34. | 27 listopada | 1994 | Kiruna         | 10 km stylem klasycznym | 27:30,1    | 1       | –       | –                     |
| 35. | 14 grudnia   | 1994 | Tauplitzalm    | 15 km stylem klasycznym | 42:40,3    | 2       | +11,8   | Aleksiej Prokurorow   |
| 36. | 17 grudnia   | 1994 | Sappada        | 15 km stylem dowolnym   | 34:55,5    | 1       | –       | –                     |
| 37. | 8 stycznia   | 1995 | Östersund      | 30 km stylem dowolnym   | 1:13:32,3  | 1       | –       | –                     |
| 38. | 27 stycznia  | 1995 | Lahti          | 15 km stylem dowolnym   | 37:31,2    | 2       | +26,4   | Władimir Smirnow      |
| 39. | 29 stycznia  | 1995 | Lahti          | 15 km stylem klasycznym | 38:57,2    | 3       | +1:04,6 | Władimir Smirnow      |
| 40. | 4 lutego     | 1995 | Falun          | 30 km stylem klasycznym | 1:15:35,9  | 1       | –       | –                     |
| 41. | 9 marca      | 1995 | Thunder Bay    | 15 km stylem dowolnym   | 1:15:52,3  | 2       | +1:00,1 | Władimir Smirnow      |
| 42. | 11 marca     | 1995 | Thunder Bay    | 10 km stylem klasycznym | 24:52,3    | 2       | +17,8   | Władimir Smirnow      |
| 43. | 19 marca     | 1995 | Thunder Bay    | 50 km stylem dowolnym   | 1:56:36,0  | 2       | +1:12,5 | Silvio Fauner         |
| 44. | 25 marca     | 1995 | Sapporo        | 15 km stylem dowolnym   | 34:57,7    | 1       | –       | –                     |
| 45. | 26 listopada | 1995 | Vuokatti       | 10 km stylem klasycznym | 26:03,6    | 2       | +6,1    | Władimir Smirnow      |
| 46. | 29 listopada | 1995 | Gällivare      | 15 km stylem dowolnym   | 35:56,0    | 1       | –       | –                     |
| 47. | 9 grudnia    | 1995 | Davos          | 30 km stylem klasycznym | 1:13:40,4  | 1       | –       | –                     |
| 48. | 13 grudnia   | 1995 | Brusson        | 15 km stylem dowolnym   | 36:06,2    | 1       | –       | –                     |
| 49. | 16 grudnia   | 1995 | Santa Caterina | 15 km stylem klasycznym | 1:01:25,2  | 1       | –       | –                     |
| 50. | 16 grudnia   | 1995 | Santa Caterina | 10 km stylem klasycznym | 25:35,6    | 1       | –       | –                     |
| 51. | 6 stycznia   | 1996 | Štrbské Pleso  | 50 km stylem dowolnym   | 1:56:14,9  | 2       | +42,2   | Władimir Smirnow      |
| 52. | 2 lutego     | 1996 | Seefeld        | 10 km stylem dowolnym   | 22:58,2    | 1       | –       | –                     |
| 53. | 10 lutego    | 1996 | Kawgołowo      | 15 km stylem klasycznym | 37:24,4    | 3       | +27,9   | Aleksiej Prokurorow   |
| 54. | 24 lutego    | 1996 | Trondheim      | 30 km stylem dowolnym   | 1:09:36,4  | 2       | +11,9   | Władimir Smirnow      |
| 55. | 3 marca      | 1996 | Lahti          | 30 km stylem dowolnym   | 1:14:48,4  | 2       | +24,0   | Jari Isometsä         |
| 56. | 9 marca      | 1996 | Falun          | 10 km stylem dowolnym   | 22:00,0    | 2       | +5,2    | Władimir Smirnow      |
| 57. | 23 listopada | 1996 | Kiruna         | 10 km stylem dowolnym   | 26:15,1    | 1       | –       | –                     |
| 58. | 14 grudnia   | 1996 | Brusson        | 15 km stylem dowolnym   | 35:49,5    | 1       | –       | –                     |
| 59. | 18 grudnia   | 1996 | Oberstdorf     | 30 km stylem klasycznym | 1:20:13,3  | 1       | –       | –                     |
| 60. | 21 lutego    | 1997 | Trondheim      | 30 km stylem dowolnym   | 1:06:28,2  | 2       | +17,4   | Aleksiej Prokurorow   |
| 61. | 24 lutego    | 1997 | Trondheim      | 10 km stylem klasycznym | 23:41,8    | 1       | –       | –                     |
| 62. | 25 lutego    | 1997 | Trondheim      | 10+15 km pościgowy      | 1:00:11,1  | 1       | –       | –                     |
| 63. | 2 marca      | 1997 | Trondheim      | 50 km stylem klasycznym | 2:16:37,5  | 3       | +1:58,5 | Mika Myllylä          |
| 64. | 8 marca      | 1997 | Falun          | 15 km stylem klasycznym | 35:45,5    | 1       | –       | –                     |
| 65. | 11 marca     | 1997 | Sunne          | Sprint stylem dowolnym  | ?          | 1       | –       | –                     |
| 66. | 15 marca     | 1997 | Oslo           | 15 km stylem klasycznym | 2:03:34,5  | 3       | +1:07,7 | Pietro Piller Cottrer |
| 67. | 22 listopada | 1997 | Beitostølen    | 10 km stylem klasycznym | 23:27,6    | 1       | –       | –                     |
| 68. | 13 grudnia   | 1997 | Val di Fiemme  | 10 km stylem klasycznym | 25:08,8    | 1       | –       | –                     |
| 69. | 14 grudnia   | 1997 | Val di Fiemme  | 15 km stylem dowolnym   | 1:00:53,3  | 1       | –       | –                     |
| 70. | 16 grudnia   | 1997 | Val di Fiemme  | 15 km stylem dowolnym   | 37:04,3    | 3       | +29,0   | Fulvio Valbusa        |
| 71. | 20 grudnia   | 1997 | Davos          | 30 km stylem klasycznym | 1:19:20,3  | 1       | –       | –                     |
| 72. | 14 marca     | 1998 | Oslo           | 50 km stylem klasycznym | 2:32:25,3  | 3       | +2:19,8 | Aleksiej Prokurorow   |
| 73. | 28 listopada | 1998 | Muonio         | 10 km stylem dowolnym   | 23:48,5    | 2       | +15,5   | Per Elofsson          |
| 74. | 12 grudnia   | 1998 | Dobbiaco       | 10 km stylem dowolnym   | 22:50,7    | 1       | –       | –                     |
| 75. | 13 grudnia   | 1998 | Dobbiaco       | 15 km stylem klasycznym | 1:01:20,5  | 1       | –       | –                     |
| 76. | 19 grudnia   | 1998 | Davos          | 30 km stylem klasycznym | 1:14:49,2  | 1       | –       | –                     |
| 77. | 9 stycznia   | 1999 | Nové Město     | 15 km stylem klasycznym | 42:27,4    | 1       | –       | –                     |
| 78. | 12 stycznia  | 1999 | Nové Město     | 30 km stylem dowolnym   | 1:19:10,5  | 2       | +1,3    | Michaił Botwinow      |
| 79. | 19 lutego    | 1999 | Ramsau         | 15 km stylem klasycznym | 1:15:26,2  | 3       | +42,5   | Mika Myllylä          |
| 80. | 7 marca      | 1999 | Lahti          | 15 km stylem klasycznym | 38:48,7    | 1       | –       | –                     |
| 81. | 20 marca     | 1999 | Oslo           | 50 km stylem klasycznym | 1:55:29,4  | 2       | +55,8   | Michaił Botwinow      |